# A Flight and a Crash
A Flight and a Crash is het vijfde studioalbum van Hot Water Music en werd uitgebracht in 2001 op Epitaph Records, waarmee het de eerste uitgave van de band via dit label is.

## Nummers
1. "A Flight and a Crash" - 2:08
2. "Jack of All Trades" - 2:44
3. "Paper Thin" - 2:25
4. "Instrumental" - 1:38
5. "Swinger" - 2:41
6. "A Clear Line" - 3:15
7. "Choked and Separated" - 3:29
8. "Old Rules" - 2:50
9. "Sons and Daughters" - 3:27
10. "Sunday Suit" - 3:00
11. "She Takes it So Well" - 2:48
12. "One More Time" - 2:12
13. "In the Gray" - 3:48
14. "Call it Trashing" - 2:51